# Keleti nyugalom – Marigold Hotel
A Keleti nyugalom – Marigold Hotel (eredeti cím: The Best Exotic Marigold Hotel) 2011-ben bemutatott brit filmvígjáték–dráma John Madden rendezésében. A forgatókönyvet Ol Parker írta, Deborah Moggach Marigold Hotel – Keleti nyugalom című regényéből. A film zenéjét Thomas Newman szerezte. A főbb szerepekben Dev Patel, Judi Dench, Celia Imrie, Bill Nighy, Ronald Pickup, Maggie Smith, Tom Wilkinson és Penelope Wilton látható.
Az Egyesült Királyságban 2012. február 24-én bemutatott film bevételi és kritikai szempontból is jól teljesített.
Folytatása 2015-ben jelent meg Keleti nyugalom – A második Marigold Hotel címmel.

## Cselekmény
Egy csapat idős brit elutazik Indiába, hogy élvezze nyugdíjas éveit, a felújított Marigold Hotel internetes reklámja vonzotta ide őket. Amit azonban érkezéskor találnak, az még csak árnyéka sem annak, ami ez a szálloda volt a legjobb napjaiban.
Az újonnan érkezettek eleinte bizonytalanok, hogy mit hozhat a jövő, de ahogy új barátságokat kötnek és váratlan felfedezéseket tesznek, rájönnek, hogy az élet és a szerelem újjászülethet, ha sikerül maguk mögött hagyni a múltat.

## Szereposztás
| Szerep                   | Színész                 | Magyar hang        |
| ------------------------ | ----------------------- | ------------------ |
| Evelyn Greenslade        | Judi Dench              | Menszátor Magdolna |
| Graham Dashwood          | Tom Wilkinson           | Szombathy Gyula    |
| Douglas Ainslie          | Bill Nighy              | Fazekas István     |
| Jean Ainslie             | Penelope Wilton         | Kovács Nóra        |
| Muriel Donnelly          | Maggie Smith            | Szabó Éva          |
| Norman Cousins           | Ronald Pickup           | Harsányi Gábor     |
| Madge Hardcastle         | Celia Imrie             | Bánsági Ildikó     |
| Sonny Kapoor             | Dev Patel               | Czető Roland       |
| Sunaina                  | Tina Desai (Tena Desae) | Nemes Takách Kata  |
| Jay                      | Sid Makkar              | Zámbori Soma       |
| Carol                    | Diana Hardcastle        | Andresz Kati       |
| Mrs. Kapoor              | Lillete Dubey           | Bertalan Ágnes     |
| Dr Ghujarapartidar       | Paul Bhattacharjee      | N/A                |
| Madge Hardcastle unokája | Ramona Marquez          | N/A                |
| Madge lánya              | Sara Stewart            | N/A                |
| Karen nővér              | Liza Tarbuck            | N/A                |
| Fodrász                  | Louise Brealey          | N/A                |

## Fordítás
- Ez a szócikk részben vagy egészben  az   El exótico Hotel Marigold című spanyol Wikipédia-szócikk fordításán alapul.  Az eredeti cikk szerkesztőit annak laptörténete sorolja fel. Ez a jelzés csupán a megfogalmazás eredetét és a szerzői jogokat jelzi, nem szolgál a cikkben szereplő információk forrásmegjelöléseként.